# Kevin Rosenberg
Kevin Rosenberg  – amerykański brydżysta.

## Wyniki brydżowe

### Zawody światowe
W zawodach światowych uzyskał następujące rezultaty.
| Mistrzostwa Świata. Konkurencja teamów | Mistrzostwa Świata. Konkurencja teamów | Mistrzostwa Świata. Konkurencja teamów     | Mistrzostwa Świata. Konkurencja teamów | Mistrzostwa Świata. Konkurencja teamów | Mistrzostwa Świata. Konkurencja teamów |
| Rok                                    | Miejsce                                | Zawody                                     | Kategoria                              | Drużyna                                | Pozycja                                |
| -------------------------------------- | -------------------------------------- | ------------------------------------------ | -------------------------------------- | -------------------------------------- | -------------------------------------- |
| 2014                                   | Stambuł                                | 15. Drużynowe Mistrzostwa Świata Młodzieży | Młodzież Szkolna                       | USA 1                                  | 2                                      |